# Acampo
Acampo è un census-designated place degli Stati Uniti d'America situato nella contea di San Joaquin, in California.